# 西長根町
西長根町（にしながねちょう）は、愛知県瀬戸市長根連区の町名。丁番を持たない単独町名である。

## 地理
- 瀬戸市の西部に位置する[8]。西を西原町・西寺山町、北を東寺山町・城屋敷町、東を東長根町、南を城ケ根町・高根町と隣接している[8]。
- 国道沿いの丘陵地を開発してできた地域[9]。

### 学区
市立小・中学校に通う場合、学区は以下の通りとなる。また、公立高等学校普通科に通う場合の学区は以下の通りとなる。
| 番・番地等 | 小学校             | 中学校               | 高等学校 |
| ---------- | ------------------ | -------------------- | -------- |
| 全域       | 瀬戸市立長根小学校 | 瀬戸市立水無瀬中学校 | 尾張学区 |

## 歴史

### 町名の由来
町名設定の際、旧今村の字名である長根地区の西方にあることから名付けられたと推察される。

### 沿革
- 1943年（昭和18年）8月9日 - 瀬戸市大字今字長根の一部により、同市西長根町として成立[2]。
- 1974年（昭和49年）8月22日 - 町域の一部を市場町・見付町に編入し、城屋敷町・見付町の一部を編入する[12]。また、東長根町・東寺山町・西寺山町と境界変更を行う[12]。

## 世帯数と人口
2024年（令和6年）1月1日現在の世帯数と人口は以下の通りである。
| 町丁     | 世帯数  | 人口  |
| -------- | ------- | ----- |
| 西長根町 | 271世帯 | 649人 |

### 人口の変遷
国勢調査による人口の推移
| 1995年（平成7年）  | 521人 | [ 13 ] |  |
| 2000年（平成12年） | 464人 | [ 14 ] |  |
| 2005年（平成17年） | 721人 | [ 15 ] |  |
| 2010年（平成22年） | 729人 | [ 16 ] |  |
| 2015年（平成27年） | 775人 | [ 17 ] |  |
| 2020年（令和2年）  | 731人 | [ 18 ] |  |

### 世帯数の変遷
国勢調査による世帯数の推移。
| 1995年（平成7年）  | 195世帯 | [ 13 ] |  |
| 2000年（平成12年） | 178世帯 | [ 14 ] |  |
| 2005年（平成17年） | 239世帯 | [ 15 ] |  |
| 2010年（平成22年） | 257世帯 | [ 16 ] |  |
| 2015年（平成27年） | 260世帯 | [ 17 ] |  |
| 2020年（令和2年）  | 253世帯 | [ 18 ] |  |

## 交通

### 鉄道
町内に鉄道は走っていない。最寄り駅は名鉄瀬戸線水野駅、愛知環状鉄道・愛知環状鉄道線瀬戸口駅になる。

### バス
名鉄バス「本地ヶ原線」
- 【36】名鉄バスセンター - 引山 - 四軒家 - 本地ヶ原 - 瀬戸駅前 系統
- 【50】【51】【52】藤が丘 - 愛知医科大学病院 - 本地ヶ原 - 瀬戸駅前 系統

以上、4系統共通 ： 長根バス停（本地ヶ原方面乗り場）
- 長根バス停

### 道路
国道363号 ： 町の北端部、東寺山町・西寺山町との町境付近を東西に通っている。

## 施設
- 聖カピタニオ女子高等学校[8] ： 1963年（昭和38年）設立[19]。学校法人幼きマリア女子学園が運営している[19]。2022年（令和4年）5月1日現在の生徒数は515人、教職員数は55人[20]。
- 瀬戸旭医師会館 ： 1987年（昭和62年）12月に建設[21]。一般社団法人瀬戸旭医師会による[21]。
- 瀬戸旭休日急病診療所 ： 1953年（昭和28年）より行われていた輪番制による休日診療を一本化するために、2018年（平成29年）に整備された診療所[22]。診療科目は内科と小児科[22]。
- 西長根町Iちびっこ広場 ： 町の西部にある小さな公園。ブランコ・すべり台・鉄棒・スプリング遊具がある。
- 西長根町IIちびっこ広場 ： 町の西部にある公園。ブランコ・すべり台・鉄棒・スプリング遊具がある。

- 聖カピタニオ女子高等学校
- 瀬戸旭医師会館
- 瀬戸旭休日急病診療所
- 西長根町Iちびっこ広場
- 西長根町IIちびっこ広場

## その他

### 日本郵便
- 郵便番号 : 489-0929[6]（集配局：瀬戸郵便局[23]）。